# 霍兹尼科沃农村居民点
霍兹尼科沃农村居民点（俄语：Хозниковское сельское поселение）是俄罗斯联邦伊万诺沃州列日涅沃区所属的一个农村居民点。其下辖有7个居民点，行政中心为霍兹尼科沃。据2015年统计，该农村居民点的人口为594人。